# Cantó de Mortain
El cantó de Mortain és un cantó francès del departament de la Manche, situat al districte d'Avranches. Té 10 municipis i el cap es Mortain.

## Municipis
- Bion
- Fontenay
- Mortain
- Le Neufbourg
- Notre-Dame-du-Touchet
- Romagny
- Saint-Barthélemy
- Saint-Clément-Rancoudray
- Saint-Jean-du-Corail
- Villechien

## Història
| Data d'elecció                           | Identitat            | Partit        | Qualitat |
| ---------------------------------------- | -------------------- | ------------- | -------- |
| 1945-1958                                | Henri de Ponthaud    | Divers droite |          |
| 1958-1976                                | Fernand Saoul        | CNIP          |          |
| 1976-1994                                | Gabriel Destais      | Divers droite |          |
| 1994-2001                                | Jean-Yves Lemardeley | RPR           |          |
| 2001-2008                                | Gabriel Destais      | Divers droite |          |
| 2008-                                    | Serge Deslandes      | UMP           |          |
| les dades anteriors no són pas conegudes |                      |               |          |
|                                          |                      |               |          |

## Demografia
| A partir de 1990: Població sense dobles comptes |